# Alicja Bombicka
Alicja Bombicka z d. Maciejewska (ur. 20 września 1910 w Dąbrowie, zm. 30 stycznia 2009 w Poznaniu) – przyrodnik, kombatant II Wojny Światowej. Organizatorka tajnego nauczania na poziomie szkoły średniej na wschodzie Generalnej Guberni, jako formy oporu i samoobrony społecznej. Działała w sposób zorganizowany na rzecz zachowania ciągłości oświaty, kształtowania poziomu wiedzy i postawy patriotycznej, a także przeciwdziałaniu demoralizacji dzieci i młodzieży. Przez 40 lat była czynnym nauczycielem. Po roku 1945, w przeważającym okresie, była nauczycielem młodzieży „specjalnej troski”, działaczem oświatowym, „budowniczym” najnowocześniejszej szkoły zawodowej specjalnej w Polsce, w Poznaniu przy ul. Żniwnej/Za Cytadelą.

## Życiorys
Alicja Bombicka, była córką Zofii i Romana Maciejewskich z Baborowa. Ojciec, Roman Maciejewski (rodzina Maciejowskich zmieniła nazwisko po powstaniu styczniowym, by chronić się przed represjami zaborców), był w 1939 r. ostatnim kierownikiem szkoły wiejskiej w Baborowie k. Szamotuł. Był miłośnikiem ochrony przyrody, do jego pasji należało pszczelarstwo. Zofia popularyzowała czytelnictwo. Gdy szkołę zajęło dowództwo jednostki Wehrmachtu, Maciejewscy zostali wykwaterowani do Śmiłowa, w pobliżu Szamotuł. Tam mieszkali do śmierci Romana. Wśród miejscowej ludności zapamiętano go jako zasłużonego nauczyciela-emeryta z Baborowa, pszczelarza, pasjonata-przyrodnika i miłośnika ochrony ginących gatunków flory w okresie pojałtańskiej Polski Ludowej, szanowanego „Przodownika Ochrony Przyrody”. Alicja była absolwentką Państwowej Szkoły Ogrodnictwa w Poznaniu. Nauczycielem z ponad 40-letnim stażem pracy, specjalistą pracy z młodzieżą „specjalnej troski” z niepełnosprawnością intelektualną. Pracowała z młodzieżą o obniżonym poziomie rozwoju intelektualnego, któremu towarzyszy deficyt w zakresie zachowań adaptacyjnych. W latach 1940–1945 była, wraz z mężem Leonardem, organizatorem i nauczycielem tajnych kompletów na poziomie szkoły średniej w Żeliszewie Podkościelnym. W roku 1945 wraz z mężem powróciła do Wolsztyna. Mąż powrócił na stanowisko inspektora szkolnego, a Alicja objęła stanowisko dyrektora Żeńskiej Szkoły Rolniczej w Wolsztynie. Gdy w 1948 roku mąż odmówił wstąpienia do PZPR i został z dniem 1 kwietnia 1949 roku przeniesiony do Poznania na stanowisko szeregowego wizytatora w kuratorium oświaty w Poznaniu (z dniem 3 czerwca minister oświaty mianował go radcą w tymże kuratorium), Alicja związała się na stałe ze szkolnictwem specjalnym w Poznaniu. Była inicjatorem upamiętnienia Dzieci Czerwca 1956 w Poznaniu pomniczkiem przy ul. Młyńskiej 3. W roku 1962 Alicja wraz z mężem, ówczesnym kierownikiem zarządu inwestycji szkolnych, doprowadziła do zbudowania nowoczesnej szkoły zawodowej w Poznaniu dla dzieci z niepełnosprawnością intelektualną. Pośmiertnie odznaczona Krzyżem Kawalerskim Orderu Odrodzenia Polski.